# Fegato di Falerii
Il fegato di Falerii, o fegato di Falerii Veteres, è un modello in terracotta di fegato di montone o pecora trovato nei resti del tempio dello Scasato di Falerii Veteres, a Civita Castellana in provincia di Viterbo, usato dai sacerdoti aruspici per le divinazioni e in particolare per l'estispicina.

## Storia
Si ritiene risalga alla fine del IV secolo a.C. (310-300 a.C.), ma da alcuni studiosi il modello è datato intorno al II secolo a.C., da altri è considerato contemporaneo al modello di fegato di Piacenza. Delle dimensioni di cm 28 x 20, il manufatto, in terracotta d'impasto molto chiaro con miche tipico della zona di Falerii, venne rinvenuto tra il 1887 e il 1888 durante gli scavi in località detta "Lo Scasato" nel comune di Civita Castellana, tra i resti dell'antica Falerii Veteres. È conservato dalla fine dell'Ottocento al Museo nazionale etrusco di Villa Giulia di Roma.
Lo studioso Walter Burkert, uno dei massimi esperti della fase orientalizzante, ritiene che la diffusione dell'epatoscopia in Grecia e in Italia sia uno degli esempi più chiari di contatto culturale nel periodo orientalizzante tra mondo occidentale e mondo orientale, e che sia dovuta a piccoli movimenti migratori di personaggi carismatici provenienti dal mondo orientale, di cui non possiamo aspettarci di trovare molte tracce archeologicamente identificabili.